# Berufsregeln der Rechtsanwälte der Europäischen Union
Die Berufsregeln der Rechtsanwälte der Europäischen Union wurden auf der Vollversammlung des Rats der Anwaltschaften der Europäischen Gemeinschaft (CCBE) am 28. Oktober 1988 beschlossen. Aktuell ist die Fassung vom 19. Mai 2006.
Für ausländische Rechtsanwälte, die in Deutschland tätig sind, gilt neben dem nationalen anwaltlichen Berufsrecht, insbesondere der Bundesrechtsanwaltsordnung (BRAO) das Gesetz über die Tätigkeit europäischer Rechtsanwälte in Deutschland (EuRAG) beziehungsweise die Verordnung zur Durchführung des § 206 BRAO für Rechtsanwälte aus dem nichteuropäischen Ausland. Bei grenzüberschreitenden Tätigkeiten innerhalb Europas hat der Anwalt außerdem die Berufsregeln der Rechtsanwälte der Europäischen Union zu beachten.
Die Aufstellung enthält unter anderem Regeln für das Verhalten gegenüber Mandanten, Gerichten und anderen Anwälten. Sie hat insbesondere zum Ziel, einheitliche, auf jeden Rechtsanwalt des Europäischen Wirtschaftsraumes anwendbare Regeln festzulegen und so die Schwierigkeiten, die sich aus der konkurrierenden Anwendung mehrerer Berufsrechte – die insbesondere in den Artikeln 4 und 7.2 der Richtlinie Nr. 77/249/EWG („Anwalts-Dienstleistungsrichtlinie“) sowie in den Artikeln 6 und 7 der Richtlinie Nr. 98/5/EG („Anwalts-Niederlassungsrichtlinie“) vorgesehen ist – zu verringern.
Zu den Regeln gehört unter anderem das Verbot der Quota-litis-Vereinbarung, also „ein vor Abschluss der Rechtssache geschlossener Vertrag, der das an den Rechtsanwalt zu zahlende Honorar ausschließlich von dem Ergebnis abhängig macht und in dem sich der Mandant verpflichtet, dem Anwalt einen Teil des Ergebnisses zu zahlen“.